# Phil Collins
Phil Collins (London (Hounslow kerület), 1951. január 30. –) hétszeres Grammy-díjas, Oscar- és Golden Globe-díjas angol dobos, énekes, dalszerző, színész.

## Pályája

### Fiatalkora
Szüleitől a Philip David Charles nevet kapta. Az iskolában kezdett érdeklődni a zenélés iránt, dobolt a „The Real Thing” nevű iskolai zenekarban. Collins 1964-ben feltűnt a The Beatles Egy nehéz nap éjszakája című filmjében mint nyakkendős rajongó, 1965-ben pedig a West Enden az Oliver című musicalben Dörzsölt szerepét kapta meg. Néha fellépett a Freehold és a Flaming Youth nevű együttessel is. Ez utóbbinak megjelent egy lemeze is, amely kedvező kritikákat kapott, ám a zenekar nemsokára feloszlott. Nagy hatással volt rá Buddy Rich jazzdobos munkássága.

### Genesis-korszak
1967-ben Collins a Melody Maker című lapban felfigyelt egy hirdetésre, amelyben a Genesis együttes dobost keresett. Jelentkezett, a meghallgatás sikerrel járt. A dobolás mellett esetenként énekelt is, ám dalszerzéssel ekkor még nem próbálkozott. Sessionszerepet is vállalt, például Tommy Bolin 1975-ös Teaser című albumán is dobol.
1975-től, amikor Peter Gabriel kivált az együttesből, Phil a dobolás mellett énekesként is folytatta. Ekkor már nős volt, két fia született, de házassága nem tartott sokáig. A Genesis vele egyre poposabb irányba fordult, ami hamar szakításhoz vezetett Steve Hackett gitárossal is. Ekkor Phil, Tony Banks és Mike Rutherford két sessionzenészt vettek maguk mellé: Chester Thompson dobost, aki többek közt a Weather Report dobosa is volt, és az amerikai Daryl Stuermer gitárost. Velük néhány éven belül a szélesebb nagyközönséghez is eljutottak egyre könnyedebb, fülbemászóbb zenéikkel.
Eközben tagja lett a Brand X nevű fúziósjazz-formációnak is. A Genesis 1987 június 18-án-ben lépett fel Budapesten a Népstadionban.

### Világhír

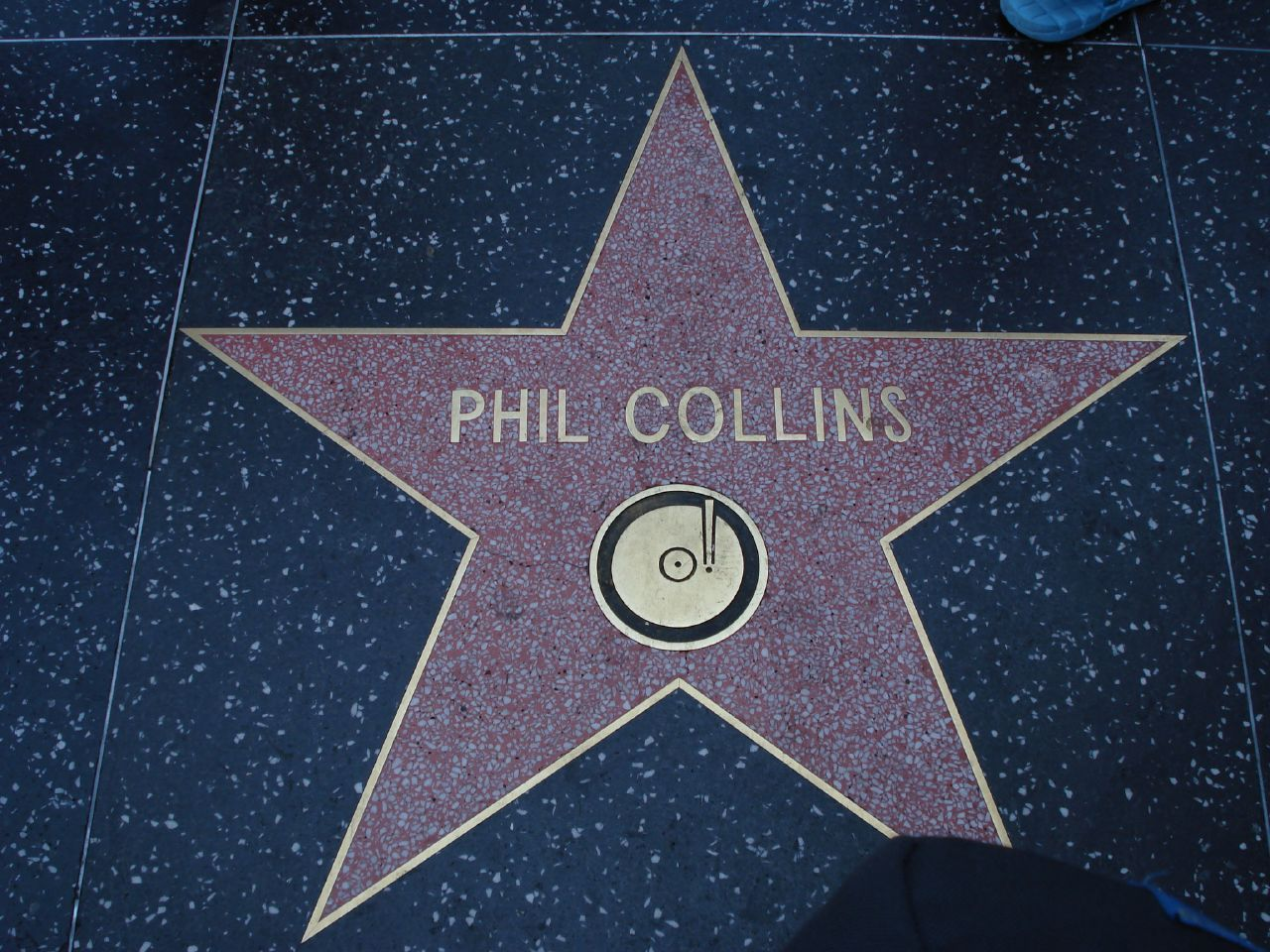
Csillaga a Walk of Fame-en

Válása után 1981-ben Collins kiadta első szólólemezét, a Face Value-t, amely hangos sikert aratott, szólóénekesként ugyanolyan ismertté téve őt magát, mint a Genesis. Ettől kezdve szóló- és Genesis-turnék váltakoztak egészen 1996-ig. Ekkorra már második feleségétől is elvált, és halláskárosodása miatt az orvosok eltanácsolták a turnézástól. Ezután létrehozta Henry Mancini karnaggyal közösen a Phil Collins Big Bandet, mellyel hangulatos dzsesszkoncerteket adtak Amerikában, Angliában és Franciaországban.
Ekkoriban kezdett komolyabban filmzenéket írni (már 1986-tól írt számokat filmekhez, de nem teljes soundtracket). 1999-ben a Tarzan You'll be in my heart c. betétdaláért megkapta az Oscar-díjat.
Hosszú szünet után 2002-ben jelent meg új lemeze Testify címmel. Ekkor már érlelődött benne egy „búcsúturné” gondolata.

### Rövid visszatérés
2004-ben jött el a pillanat, amikor Zürichben újra beült a dobok mögé, ezzel elkezdődött a majd másfél évig húzódó Első végső búcsúturné. Ennek keretében Magyarországon, 2005. november 26-án lépett fel a Papp László Sportarénában.
Hosszas egyeztetések után 2006 novemberében jelentették be a Genesis tagjai, hogy 2007-ben az együttes újra összeáll egy turné erejéig. A gyakorlatilag a rajongóknak szánt koncerteken az újabb számok mellett elővettek 20–30 éve nem játszott slágereket is, az egészet nagyon pontosan és letisztultan, variálás nélkül állították színpadra. A turnéról megjelent egy válogatáslemez is.
2007-ben elvált harmadik feleségétől is, és súlyos gerincbetegsége miatt le kellett mondania a dobolásról. 2008-ban visszavonult. Jelenleg Svájcban él.

### Egyéb szerepvállalásai
Collins megpróbálkozott a filmezéssel is. 1988-ban eljátszotta a Buster című film főszerepét, a vonatrablót, a Hookban Good felügyelőt alakította, szerepelt még az És a zenekar játszik tovább… és a Szigorúan piszkos ügynök című filmekben. Ezenkívül volt televíziós műsorvezető is.
A Grand Theft Auto sorozat „Vice City Stories” nevű, PS2- és PSP-platformon futó játékban is szerepet kap, ennek köszönhetően láthatunk egy virtuális koncertet Phil Collinstól az In the Air Tonighttal.
Ami Collinst illeti, boldog embernek tartja magát, saját bevallása szerint nem énekes, aki egy kicsit dobol, hanem dobos, aki egy kicsit énekel. Ám azt nem rosszul, több Grammy-díj tanúskodik erről. Persze nem mindenki kedveli őt, például a South Park alkotói némileg megorroltak rá, mert a Tarzannal elhalászta előlük az Oscart, ezért „bosszúból” többször szerepeltették a rajzfilmsorozatban.

## Diszkográfia

### Albumok
- 1981. február 9. Face Value (eladások világszerte: 8,7 millió)
- 1982. november 1. Hello, I Must Be Going! (e.v.: 5,9 m.)
- 1985. február 18. No Jacket Required (e.v.: 16,9 m.)
- 1989. november 20. …But Seriously (e.v.: 10,5 m.)
- 1990. november 5. Serious Hits… live! (e.v.: 3,7 m.)
- 1993. november 8. Both Sides (e.v.: 4,1 m.)
- 1996. október 21. Dance Into The Light (e.v.: 2,1 m.)
- 1998. október 5. Hits… (e.v.: 6 m.)
- 1999 Tarzan (filmzene)
- 2002. november 11. Testify (e.v.: 1,6 m.)
- 2003 Brother Bear (filmzene)
- 2004. november 1. Love Songs: A Compilation… Old and New (e.v.: 1,7 m.)
- 2006 Tarzan – The Musical (mások előadásában)
- 2007 Greatest Hits
- 2010 Going Back

### Maxik, EP
| Év   | Lemez                                            | Album                                  | Számok |
| ---- | ------------------------------------------------ | -------------------------------------- | --- |
| 1981 | In the air tonight                               | Face value                             | In the air tonight / The roof is leaking                                                                               |
| 1981 | I missed again                                   | Face value                             | I missed again / I'm not moving                                                                                        |
| 1981 | If leaving me is easy                            | Face value                             | If leaving me is easy / Drawing board (In the air tonight demo) / I missed again (demo) / If leaving me is easy (demo) |
| 1981 | Behind the lines                                 | Face value                             | |
| 1982 | Thru these walls                                 | Hello, I must be going!                | Thru these walls / Do you know, do you care?                                                                           |
| 1982 | You can't hurry love                             | Hello, I must be going!                | You can't hurry love / I cannot believe it's true / Oddball (Do you know, do you care? demo)                           |
| 1983 | I don't care anymore                             | Hello, I must be going!                | I don't care anymore / The west side                                                                                   |
| 1983 | Don't let him steal your heart away              | Hello, I must be going!                | Don't let him steal your heart away / Thunder and lightning                                                            |
| 1983 | Why can't it wait 'til morning?                  | Hello, I must be going!                | |
| 1983 | I cannot believe it's true                       | Hello, I must be going!                | I cannot believe it's true (mindkét oldalon)                                                                           |
| 1983 | Do you know, do you care?                        | Hello, I must be going!                | |
| 1983 | Like China                                       | Hello, I must be going!                | Like China / I cannot believe it's true                                                                                |
| 1984 | Against all odds (Take a look at me now)         | Against all odds (filmzene)            | Against all odds / The search                                                                                          |
| 1984 | Easy lover – Philip Bailey-vel                   | Philip Bailey: Chinese wall            | Easy lover / Woman |
| 1984 | Inside out                                       | No jacket required                     | |
| 1985 | One more night                                   | No jacket required                     | One more night / I like the way                                                                                        |
| 1985 | Sussudio                                         | No jacket required                     | Sussudio / Sussudio (extended remix) / The man with the horn                                                           |
| 1985 | Don't lose my number                             | No jacket required                     | Don't lose my number (extended remix) / Don't lose my number / We said hello, goodbye (remix)                          |
| 1985 | Take me home                                     | No jacket required                     | Take me home / Only you know and I know / We said hello, goodbye                                                       |
| 1985 | Separate lives Marilyn Martinnal                 | White nights (filmzene)                | Separate lives / I don't wanna know                                                                                    |
| 1987 | 12"-ers (remix EP)                               |                                        | Take me home / Sussudio / Who said I would / Only you know and I know / Don't lose my number / One more night          |
| 1988 | In the air tonight (remix)                       |                                        | In the air tonight ('88 mix) / I missed again                                                                          |
| 1988 | A groovy kind of love                            | Buster (filmzene)                      | A groovy kind of love / Big noise                                                                                      |
| 1988 | Two hearts                                       | Buster (filmzene)                      | Two hearts / The robbery                                                                                               |
| 1989 | Another day in paradise                          | …But seriously                         | Another day in paradise / Saturday night and sunday morning / Heat on the street                                       |
| 1990 | I wish it would rain down                        | …But seriously                         | I wish it would rain down / Homeless (Another day in paradise demo) / You've been in love (that little bit too long)   |
| 1990 | Do you remember?                                 | …But seriously                         | Do you remember? / I wish it would rain down (demo)                                                                    |
| 1990 | Something happened on the way to heaven          | …But seriously                         | Something happened on the way to heaven / Lionel (Do you remember? demo)                                               |
| 1990 | That's just the way it is                        | …But seriously                         | That's just the way it is / Broadway chorus (Something happened… demo)                                                 |
| 1990 | Hang in long enough                              | …But seriously                         | Hang in long enough / Separate lives (live) / Around the world in 80 presets                                           |
| 1990 | Hang in long enough                              | …But seriously                         | Hang in long enough / That's how I feel                                                                                |
| 1990 | Do you remember? (live)                          | Serious hits… live!                    | |
| 1991 | Who said I would (live)                          | Serious hits… live!                    | |
| 1993 | Hero David Crosby-val                            | David Crosby: Thousand roads           | Hero / Coverage |
| 1993 | Both sides of the story                          | Both sides                             | Both sides of the story / Always (live) / Both sides of the demo / Rad Dudeski                                         |
| 1993 | Everyday                                         | Both sides                             | Everyday / Don't call me Ashley / Everyday (demo)                                                                      |
| 1993 | We wait and we wonder                            | Both sides                             | We wait and we wonder / Take me with you / Stevie's blues (There's a place for us demo)                                |
| 1994 | We wait and we wonder                            | Both sides                             | We wait and we wonder / For a friend                                                                                   |
| 1996 | Dance into the light                             | Dance into the light                   | Dance into the light / It's over / Take me down                                                                        |
| 1996 | It's in your eyes                                | Dance into the light                   | It's in your eyes / Separate lives (live) / Easy lover (live)                                                          |
| 1996 | You ought to know The Toyota EP                  |                                        | Oughta know by now / I don't want to go / Another time / It's over / It's everywhere / Wear my hat                     |
| 1997 | No matter who                                    | Dance into the light                   | No matter who / In the air tonight (unplugged live) / Both sides of the story (unplugged live)                         |
| 1997 | Wear my hat                                      | Dance into the light                   | Wear my hat (album verzió és 3 remix)                                                                                  |
| 1997 | The same moon                                    | Dance into the light                   | |
| 1998 | True colours                                     | Hits…                                  | True colours / In the air tonight                                                                                      |
| 1999 | You'll be in my heart                            | Tarzan (filmzene)                      | |
| 1999 | Strangers like me                                | Tarzan (filmzene)                      | |
| 2000 | Son of man                                       | Tarzan (filmzene)                      | Son of man / Dir gehört mein Herz / En mi corazón estarás / Sei dentro me                                              |
| 2000 | Two worlds                                       | Tarzan (filmzene)                      | Two worlds / Dir gehört mein Herz (live)                                                                               |
| 2001 | In the air tonite Lil Kim & Phil Collins         | Urban renewal                          | |
| 2002 | Can't stop loving you                            | Testify                                | Can't stop loving you / High flying angel                                                                              |
| 2003 | Come with me                                     | Testify                                | |
| 2003 | The least you can do                             | Testify                                | The least you can do / Hey now sunshine                                                                                |
| 2003 | Wake up call                                     | Testify                                | Wake up call / Tears of a clown                                                                                        |
| 2003 | Look through my eyes                             | Brother bear (filmzene)                | Look through my eyes / Look through my eyes (ének nélkül) / Transformation                                             |
| 2003 | On my way                                        | Brother bear (filmzene)                | On my way / The least you can do                                                                                       |
| 2004 | No way out                                       | Brother bear (filmzene)                | No way out / No way out (radio edit)                                                                                   |
| 2004 | Don't let him steal your heart away (újrakiadás) | Love songs: a compilation… old and new | |
| 2005 | You touch my heart                               | Testify                                | |

### DVD
- 1991 Serious hits… live!
- 1997 Live and loose in Paris
- 2004 Finally… The first farewell tour
- 2004 A life less ordinary (dokumentumfilm)

## Könyvek magyarul
- Göbölyös N. Lászlóː Genesis. A teremtéstől a top-listákig; IRI, Bp., 1987
- Mindhalálig. Az önéletrajz; ford. Kamper Gergely; Könyvmolyképző, Szeged, 2018